# Calico Light Weapons Systems

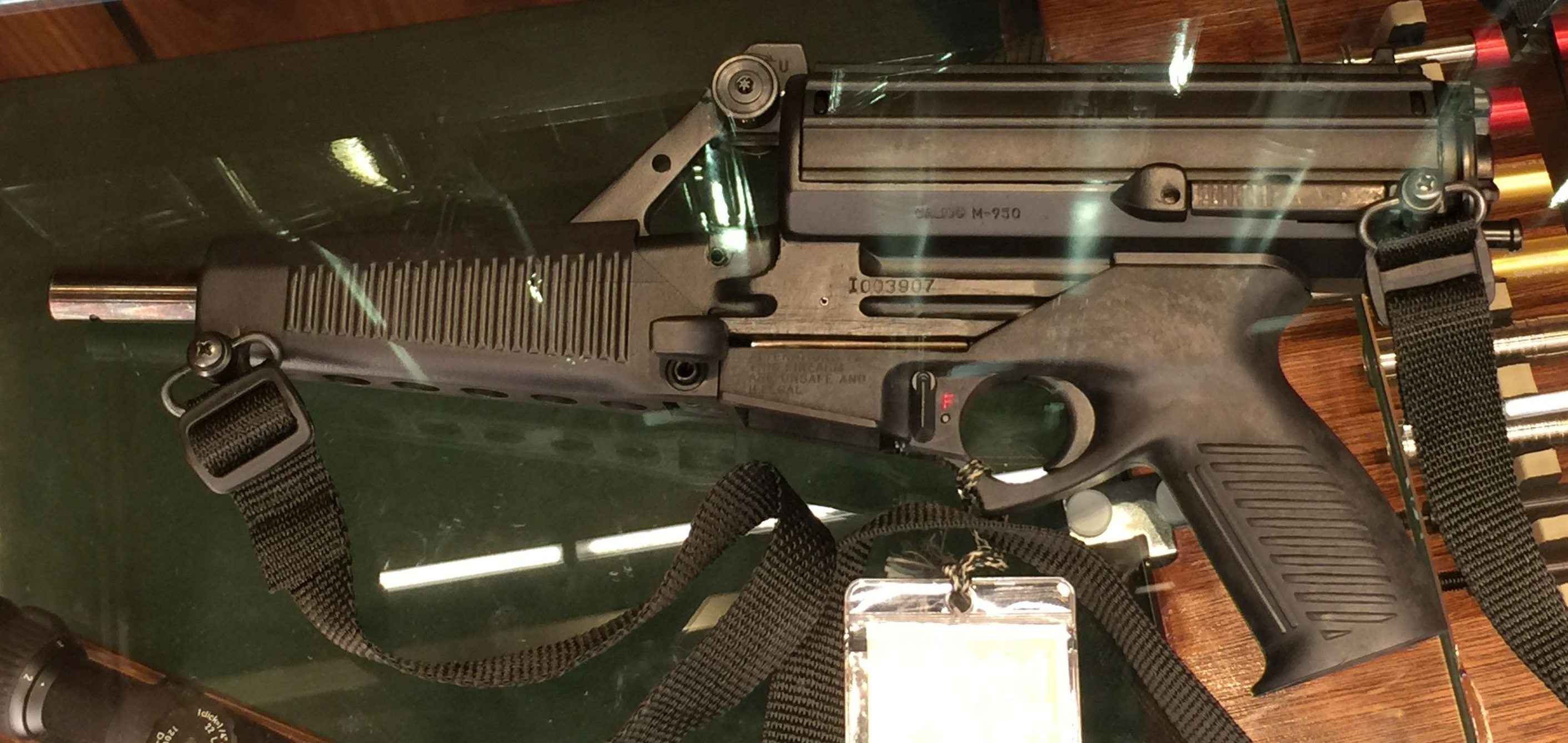
Calico M950

Die Calico Light Weapons Systems Inc. (CLWS) ist ein in den USA beheimatetes Waffenproduktionsunternehmen, das Pistolen, Maschinenpistolen und Karabiner herstellt. 

## Geschichte
Das Unternehmen wurde 1982 in Bakersfield gegründet. Es hat seinen Sitz  mittlerweile in Cornelius. Eine weitere Produktionsstätte befand sich ursprünglich in Sparks und wurde später nach Hillsboro verlegt.
Aufgrund ihres futuristischen Aussehens wurden Calico-Waffen in einer Reihe von Action- und Science-Fiction-Filmen benutzt.

## Produkte
CLWS produziert eine Reihe von Pistolen und Karabinern in den Kalibern .22 LR, 9 × 19 mm und .40 S&W. Ein besonderes Merkmal von Calico-Feuerwaffen ist die durchgehende Verwendung von 50- oder 100-Schuss Helixmagazinen, wobei Calico Pionierarbeit bei der Verbreitung und Nutzung dieses Magazintyps leistete. Die Waffen, mit Ausnahme des Modells im Kaliber .22LR mit Masseverschluss basieren auf einem Rollenverschluss entsprechend dem System Heckler & Koch.
Die bekanntesten Produkte sind die halbautomatische Pistole M950 und der Karabiner M-100.